# Smrekowiec (Tatry Zachodnie)
Smrekowiec (słow. Smrekovec) – boczny, południowo-zachodni  grzbiet Szerokiej w słowackich Tatrach Zachodnich (pomiędzy Doliną Jałowiecką a Doliną Żarską). Jest przedłużeniem w dół Trzciańskiego Gronia i oddziela Krzywy Żleb od Doliny Wierzbickiej. Na mapach zaznaczany jest jako wierzchołek, jednak w rzeczywistości grań opada tutaj równomiernie i nie występują na niej żadne wierzchołki. Punkt zaznaczony na mapach to tylko miejsce, w którym grzbiet rozgałęzia się na dwa ramiona; jedno opada nadal w południowo-zachodnim kierunku (niżej zakręcając bardziej na zachód), drugie w południowym.
Smrekowiec jest całkowicie zalesiony. Nie prowadzi przez niego żaden szlak turystyczny, a dawne pasterskie ścieżki już zarosły lasem.